# Георги Агура
Вижте пояснителната страница за други личности с името Агура.
Георги Василев Агура е български офицер (генерал-лейтенант).

## Биография
Роден е в Чушмелия, Бесарабия на 8 февруари 1853 г. Учи в Духовната академия в Измаил и в Яш. През 1879 г. завършва първия випуск на Военното училище в София, на 10 май е произведен в чин подпоручик.
Зачислен е в 1-ва пеша бригада. През 1879 г. е адютант на княз Дондуков-Корсаков, след което е флигел-адютант на княз Александър Батенберг. Със Заповед № 3 по Военното ведомство от 10 януари 1880 г. като флигел адютант подпоручик Агура е удостоен с Височайше благоволение за отлично изпълнение на „особеното поръчение“ на Негово Височество Княза.
На 25 август 1880 г. постъпва във Военно-юридическа академия в Санкт Петербург и я завършва през 1883 г. На 30 август 1882 г. е произведен в чин поручик. Георги Агура е първият български офицер с юридическо образование. През 1884 година е военен следовател и прокурор и преподавател по военна администрация във Военното училище. След Съединението е началник на Военносъдебната част и главен военен прокурор на Княжеството. На 30 август 1885 г. е произведен в чин капитан.

### Сръбско-българска война (1885)
През Сръбско-българската война (1885) е командир на Княжевския (Владайския) отряд, който получава задача да заеме и отбранява Владайското дефиле и Бучинския проход. При настъплението към Цариброд командва колона, която участва в освобождаването на града.
След войната служи във Военносъдебното ведомство, участва в разработването на Военнонаказателния закон. Ръководи приемането на нов дисциплинарен устав във войската. През периода 1886 – 1901 г. преподава закони и етика във Военното училище. На 1 април 1887 г. е произведен в чин майор, на 2 август 1891 г. е произведен в чин подполковник, а на 2 август 1895 г. – в чин полковник. Същата година излиза книгата му „Сравнителна критическа студия“, която съдържа дисциплинарните разпореждания, действащи в българската войска, съседните войски и тези на по-големите европейски държави. Към 6 февруари 1892 година подполковник Агура е главен военен прокурор. През 1900 г. полковник Агура написва текст за националния химн, който да замести „Шуми Марица“. Въпреки натиска, оказан от цар Фердинанд I новият химн не е приет, но царят решава да го направи дворцов химн. Така се появява т.нар. „Химн на Н.В. Царя“, чийто композитор е Емануил Манолов. На 15 ноември 1900 г. Агура е произведен в чин генерал-майор.
На 2 август 1912 година, по случай 25-годишнината от идването си в България, цар Фердинанд произвежда 6 души генерал-майори в чин генерал-лейтенант. Агура е един от тях. Това е първият случай в историята на Третото българско царство, когато званието генерал-лейтенат е дадено на действащи офицери. Дотогава то е давано само на офицери от запаса.

### Балканска война (1912 – 1913)
По време на Балканската война (1912 – 1913 г.) генерал Агура е главен военен прокурор и началник на Военносъдебната част.
Генерал-лейтенант Георги Агура умира на 10 февруари 1915 година в София.

## Военни звания
- Прапоршчик (10 май 1879)
- Подпоручик (1 ноември 1879, преименуван)
- Поручик (30 август 1882)
- Капитан (30 август 1885)
- Майор (1 април 1887)
- Подполковник (2 август 1891)
- Полковник (2 август 1895)
- Генерал-майор (15 ноември 1900)
- Генерал-лейтенант (2 август 1912)

## Награди
- 1 септември 1878 г. – удостоен е с медал с Георгиевско-Андреевска лента, за участие в Руско-турската война (Руска империя);[4]
- 18 май 1888 г. – удостоен е с Кръст за спомен, в качеството му на главен военен прокурор, в чест на годишнина от интронизацията на княз Фердинанд I;[5]
- Височайше благоволение (10 януари 1880)
- 31 март 1880 г. – удостоен е с императорски орден „Свети Станислав“ III степен (Руска империя);[6]
- 19 юли 1902 г. – награден е с възпоменателен медал „Алфонсо XIII“ (Кралство Испания)[7]
- 23 ноември 1902 г. – удостоен е с орден „Карлос III“ (Кралство Испания);[8]
- 5 юли 1903 г. – награден е с голям кръст на „Ордена на Румънската корона“ (Кралство Румъния);[9]
- 8 октомври 1903 г. – удостоен е с най-високата степен на „Императорски кръст“ (Австро-Унгария);[10]
- 6 юни 1910 г. – награден е със „Знак“ на Българския червен кръст;[11]
- 5 септември 1913 г. – удостоен е от Кубинския Червен кръст за Европа с „Кубински орден за чест и заслуги“;[12]
- Княжеский орден „Свети Александър“ II, III и IV степен
- Народен орден „За военна заслуга“ I степен
- Орден „За заслуга“